# ハジロコチドリ
ハジロコチドリ（羽白小千鳥、学名：Charadrius hiaticula）は、チドリ目チドリ科に分類される鳥類の一種である。

## 分布
グリーンランドからスカンジナビア半島、ユーラシア大陸の北極圏で繁殖し、冬期は西アジアからアフリカ中南部に渡りを行い越冬する。
日本へは旅鳥または冬鳥として渡来するが稀である。越冬記録もある。

## 形態
全長約19cm。頭部の白黒の斑紋等はコチドリと似ているが、体長はやや大きい。体の上面の色が濃い砂褐色であること、翼の上面に白い帯があり（和名はこのことに由来している）飛んでいる時に目立つことで、コチドリと区別できる。

## 生態
日本では、干潟、入り江、海岸に近い水田等で観察されている。「プーイッ」のような柔らかい声で鳴く。